# 戸次通孝
戸次 通孝（べっき なおのり）は江戸時代後期の武士。柳河藩主立花貞俶の5男で柳川藩家老家の一つである立花織衛家の祖とされる。なお、本人の代では盲人故に家臣にならず藩主家一族に留まる。

## 生涯
元文4年（1739年）に柳河にて出生。立花致博の同母弟にあたる。幼少の頃に病気により視力を失う。この為に終生無役であり、家臣ではなく柳河藩主家一族として扱われた。宝暦6年（1756年）に異母兄で藩主の立花鑑通より偏諱の「通」の字と梅庵の通称を与えられ、苗字を戸次、名を通孝と称するようになる。「戸次」は元々立花道雪の実家の名称でもある（また、柳河藩士に戸次を苗字とする人物（親族の戸次鑑貞など）が見られるのでこの家系を継いだとも考えられる）。宝暦9年（1759年）に竹門南に宅地を賜り、御厄介料200石、銀100枚を拝領される。宝暦11年（1761年）に通称を梅蕊軒（ばいずいけん）と改名。また、年代不詳であるが、三潴郡七ツ家村と山門郡六十町に所領を拝領されている。
安永8年（1779年）に願いにより豊後橋東に移転し、翌年死去、享年42。